# Leo Hjelde
Leo Hjelde (Nottingham, 2003. augusztus 26. –) norvég korosztályos válogatott labdarúgó, az angol Leeds United hátvédje.

## Pályafutása

### Klubcsapatokban
Hjelde az angliai Nottingham városában született. Az ifjúsági pályafutását a norvég Trygg/Lade és Rosenborg csapatában kezdte, majd a skót Celtic és az angol Leeds United akadémiájánál folytatta.
2020-ban mutatkozott be a Celtic első osztályban szereplő felnőtt keretében. A 2020–21-es szezon második felében a Ross County csapatát erősítette kölcsönben. 2021. augusztus 27-én négyéves szerződést kötött a Leeds United együttesével. Először a 2022. január 16-ai, West Ham ellen 3–2-re megnyert mérkőzés 23. percében, Junior Firpo cseréjeként lépett pályára.

### A válogatottban
Hjelde az U16-os, az U17-es, az U18-as és az U21-es korosztályú válogatottakban képviselte Norvégiát.
2021-ben debütált az U21-es válogatottban. Először a 2021. november 12-ei, Finnország ellen 3–1-re megnyert mérkőzésen lépett pályára.

## Statisztikák
2022. augusztus 24. szerint
| Klub                     | Szezon   | Osztály              | Bajnokság | Bajnokság | Kupa  | Kupa | Nemzetközi | Nemzetközi | Összesen | Összesen |
| Klub                     | Szezon   | Osztály              | Meccs     | Gól       | Meccs | Gól  | Meccs      | Gól        | Meccs    | Gól      |
| ------------------------ | -------- | -------------------- | --------- | --------- | ----- | ---- | ---------- | ---------- | -------- | -------- |
| Ross County (kölcsönben) | 2020–21  | Scottish Premiership | 11        | 1         | 1     | 0    | —          | —          | 12       | 1        |
| Leeds United             | 2021–22  | Premier League       | 2         | 0         | 1     | 0    | —          | —          | 3        | 0        |
| Leeds United             | 2022–23  | Premier League       | 0         | 0         | 1     | 0    | —          | —          | 1        | 0        |
| Leeds United             | Összesen | Összesen             | 2         | 0         | 2     | 0    | 0          | 0          | 4        | 0        |
| Összesen                 | Összesen | Összesen             | 13        | 1         | 3     | 0    | 0          | 0          | 16       | 1        |

## Fordítás
Ez a szócikk részben vagy egészben  a   Leo Hjelde című angol Wikipédia-szócikk fordításán alapul.  Az eredeti cikk szerkesztőit annak laptörténete sorolja fel. Ez a jelzés csupán a megfogalmazás eredetét és a szerzői jogokat jelzi, nem szolgál a cikkben szereplő információk forrásmegjelöléseként.